# Minh Tân, Kiến Thụy
Minh Tân là một xã thuộc huyện Kiến Thụy, thành phố Hải Phòng, Việt Nam.
Xã Minh Tân có diện tích 6,14 km², dân số năm 1999 là 6967 người, mật độ dân số đạt 1135 người/km².